# رالف داد
رالف داد (انگلیسی: Ralph Dodd) زادهٔ حدود سال ۱۷۵۶م، در تاینساید شمالی و مرگ به تاریخ ۱۱ آوریل ۱۸۲۲م، درحدود ۶۶ سالگی در جنوب غربی انگلستان یک مهندس بریتانیایی بود. شهرت وی بیشتر مدیون مشارکت وی در اولین تلاشهای موفق و ناموفق بشر برای حفر تونل در زیر آب بوده‌است.

## پیشینه
رالف داد در شمال شرقی انگلستان متولد شد و دومین پسر خانواده بود. بعد از تحصیلات مقدماتی در رشته مکانیک، هم او و هم برادر بزرگترش به نام «رابرت» وارد آکادمی سلطنتی هنر شدند. برادر وی بعدها با آثاری که از مناظر دریایی و صحنه‌های جنگ‌های انقلاب فرانسه تصویر کرده بود، نقاش معروفی شد. رالف داد خود ازدواج کرد و صاحب ۳ فرزند پسر و یک دختر شد. ۲ نفر از پسرهای وی، بعدها از مهندس‌های پیشرو در بهره‌برداری از نیروی بخار شدند. رالف داد خود از مبتکران پیشگام هنر معماری بود و چندین نوآوری ساختمانی به نام وی ثبت شده‌است. در سال ۱۷۹۹م، رالف داد تلاش کرد تا از طریق حفر تونل، گریوزند را به تیلبوری، در اسکس وصل کند، اما تلاشهای وی شکست خورد. با این حال تجربه و دانش کسب شده از این تلاشهای ناموفق بعدها مقدمه و راهگشای اجرای موفق طرحهای معماری دیگری بود. هر چند رالف داد، پس از چند سال فعالیت در رشته معماری از ادامه برنامه‌های عمرانی خود که به تأیید پارلمان نیز رسیده بود، منصرف شد، اما بسیاری از طرح‌های وی توسط مهندسان دیگر با موفقیت تکمیل شد.

در دسامبر ۱۸۲۱م، هنگامی که رالف داد، مشغول یک سفر آزمایشی با کشتی بخار بود، دیگ بخار منفجر شد و وی را دچار سوختگی شدید کرد. خسارت جسمی و مادی این حادثه به قدری بود که وی برای همیشه کار را کنار گذاشت و بنا برتوصیه ای که به وی شده بود، در حین بی‌پولی به چلتنهام، در جنوب غربی انگلستان رفت؛ و در ۱۱ آوریل سال ۱۸۲۲م، در حدود ۶۶ سالگی در همان شهر درگذشت.